# Sn3½
Sn3½とは、1/64スケール・軌間16.5ミリメートル（16番ゲージ）の鉄道模型の規格名称である。

## 概要
長らく日本型の鉄道模型では欧米におけるHOゲージに相当する規格として1/80スケール・軌間16.5ミリメートルの16番ゲージが主流だった。これは鉄道模型の黎明期に輸出で使用されたHOゲージ用の軌道や部品類を流用していたことの名残で愛好家人口が多いこともあり、既成事実化していた。
これまで軌間1,067ミリメートルの狭軌を再現するために13mmゲージや12mmゲージが考案されてきた。これまで16番ゲージで使用されてきた軌間16.5ミリメートルの線路を利用して1/64スケールの車両を走らせる試みは海外のメーカーや国内の一部の愛好家の間で行われていたが、1990年代に入り、国内の一部のメーカーから車両が発売された。従来の軌間16.5ミリメートルの線路を流用できる利点がある。
2016年現在では一部のメーカーで製造販売されるものの、概して高価なため普及には至っていない。